# Buttonwoodská dohoda
Buttonwoodská dohoda je zakládajícím dokumentem dnešní newyorské burzy a jedním z nejdůležitějších finančních dokumentů v historii USA. Dohoda organizovala obchodování s cennými papíry v New Yorku a byla podepsána 17. května 1792 mezi 24 burzovními makléři před budovou 68 na Wall Street. Podle legendy se podpis uskutečnil pod „knoflíkovým stromem“ (platan západní, angl. buttonwood tree), kde se odehrály jejich první transakce. Newyorská burza oslavuje podpis této dohody 17. května 1792 jako své založení.

## Historie
V březnu 1792 se čtyřiadvacet předních newyorských obchodníků tajně sešlo v hotelu Corre's, aby diskutovali o tom, jak vnést pořádek do obchodu s cennými papíry. O dva měsíce později, 17. května 1792, tito muži podepsali dokument nazvaný Buttonwoodská dohoda, pojmenovaný podle tradičního místa jejich setkání pod knoflíkovým stromem – nikoli proto, že by byl podepsán právě tam.
Na to, aby se makléři scházeli pod stromem, jich bylo příliš mnoho. Obchody probíhaly v různých kancelářích a kavárnách. V roce 1793 koordinovali své obchody v kavárně Tontine na rohu ulic Wall Street a Water Street.
Dokument je nyní součástí archivní sbírky newyorské burzy.

## Dohoda
Dohoda měla stručně řečeno dvě ustanovení: 1) zprostředkovatelé měli jednat pouze mezi sebou, čímž se eliminovali dražitelé, a 2) provize měly činit 0,25 %. Znění smlouvy je následující:
```
   My, upisovatelé, makléři pro nákup a prodej veřejných akcií, si tímto slavnostně slibujeme a zavazujeme se navzájem, že od dnešního dne nebudeme kupovat ani prodávat pro žádnou osobu žádný druh veřejných akcií za nižší provizi než čtvrt procenta z hodnoty Specie a že si budeme při jednání dávat přednost. Na důkaz toho jsme dne 17. května 1792 v New Yorku připojili své ruce.
```

## Signatáři
Dohodu Buttonwood podepsalo čtyřiadvacet makléřů, známých jako zakladatelé a následníci (včetně místa podnikání):
- Peter Anspach … 3 Great Dock Street
- Armstrong & Barnewall … 58 Broad Street
- Andrew D. Barclay … 136 Pearl Street
- Samuel Beebe … 21 Nassau Street
- G. N. Bleecker … 21 Broad Street
- Leonard Bleecker … 16 Wall Street
- John Bush … 195 Water Street
- John Ferrers … 205 Water Street
- Isaac M. Gomez … 32 Maiden Lane
- Bernard Hart … 55 Broad Street
- John A. Hardenbrook … 24 Nassau Street
- Ephraim Hart … 74 Broadway
- John Henry … 13 Duke Street
- Augustine H. Lawrence … 132 Water Street
- Samuel March … 243 Queen Street
- Charles McEvers Jr. … 194 Water Street
- Julian McEvers … 140 Greenwich Street
- David Reedy … 58 Wall Street
- Robinson & Hartshorne … 198 Queen Street
- Benjamin Seixas … 8 Hanover Square
- Hugh Smith … Tontine Coffee House
- Sutton & Hardy … 20 Wall Street
- Benjamin Winthrop … 2 Great Dock Street
- Alexander Zuntz … 97 Broad Street